# Montellá Martinet
Montellá Martinet (en catalán y oficialmente, Montellà i Martinet) es un municipio español de la provincia de Lérida, comunidad autónoma de Cataluña, situado al suroeste de la comarca de la Baja Cerdaña y en el límite con la del Bergadá y el Alto Urgel. Está formado por las poblaciones de Beixec, Estana, Martinet de Cerdaña, Montellá y Víllec.

## Geografía
Integrado en la comarca de Cerdanya, su capital municipal, Martinet, se sitúa a 153 kilómetros de la capital provincial. El término municipal está atravesado por la carretera nacional N-260 (Eje Pirenaico) y por una carretera local que comunica con Lles de Cerdanya. 
El relieve del municipio está definido por el valle alto del río Segre por el norte y las montañas prepirenaicas pertenecientes a la sierra del Cadí por el sur, donde se superan los 2500 metros de altitud. Parte del territorio está incluido en el Parque Natural del Cadí-Moixeró. La altitud oscila entre los 2604 metros al sur (pico Cabirotera) y los 910 metros a orillas del río Segre. La capital municipal se alza a 967 metros sobre el nivel del mar. 
| Noroeste: El Pont de Bar | Norte: Lles de Cerdanya y Prullans | Nordeste: Prullans              |
| Oeste: Cava              |                                    | Este: Bellver de Cerdanya       |
| Suroeste: Josa i Tuixén  | Sur: Berguedà (Barcelona)          | Sureste: Gisclareny (Barcelona) |

## Demografía
Cuenta con una población de 620 habitantes (INE 2024).
| Gráfica de evolución demográfica de Montellá Martinet entre 1842 y 2021 |
| |
| Población de derecho según los censos de población del INE Población de hecho según los censos de población del INEEn estos censos se denominaba Montellá: 1842, 1857, 1860, 1877, 1887, 1897, 1900, 1910, 1920, 1930, 1940, 1950 y 1960 En estos censos se denominaba Montellá Martinet: 1970 y 1981 Entre el censo de 1970 y el anterior, crece el término del municipio porque incorpora a 25594 (Vilech y Estama) |

| 1900 | 1930 | 1950 | 1970 | 1981 | 1986 |
| ---- | ---- | ---- | ---- | ---- | ---- |
| 784  | 791  | 1018 | 686  | 561  | 562  |

## Como llegar
A Martinet se llega por la nacional N260 y a Montellá por la carretera comarcal LV-4055. Se llega girando hacia la izquierda al salir de Martinet (en dirección a Lérida).

## Economía
Agricultura, ganadería y explotación forestal.

## Historia
Hasta finales de la década de 1960 el municipio se denominaba Montellá. En 1970 el término creció al incorporar al antiguo municipio de Vilech y Estana, pasando a denominarse a partir de entonces como Montellá Martinet.

## Lugares de interés
- Iglesia de Sant Genís, de estilo románico, en Montellá.
- Iglesia de Sant Martí, de estilo románico, en Vilech.
- Santuario de Santa María de Bastanist

## Clima
En el pueblo de Montellá a 1158 m estos son los datos recogidos en una estación meteorológica que tenemos en un terreno de los alrededores del pueblo a unos 1100 m:
- Julio(mes más cálido): 18'5 °C (Mínima:10'5 °C-Máxima:26'6 °C).
- Enero (mes más frío): -0'4 °C (Mínima:-5'7 °C-Máxima:4'9 °C).
- Temperatura media anual: 9'0 °C.
- Precipitación anual: 849 mm.

- También destaca el escaso bochorno que hay en verano, debido a la baja humedad y el extremo frío de las noches de invierno, cuando el sol se pone alrededor de las 5:30PM, el frío aumenta con rapidez y las temperaturas caen cada día entre -6 °C y -7 °C, a pesar de que hay días con -2 °C, pero también con -10 °C y en ocasiones la temperatura llega a los -15 °C. Hay días en invierno que la temperatura no supera los 0 °C. También se destaca la posibilidad de fuertes tormentas de tarde, sobre todo en la segunda quincena de agosto, en la primera quincena de julio y todo el mes de junio. Entre otras cosas también se destacan los escasos pero presentes días de lluvia continuada, cuando las temperaturas no llegan a los 20 °C en verano y cuando para de llover, en esa noche sale a relucir la niebla muy húmeda del río Segre. Curiosamente también el periodo de heladas se extiende en todo el año, ya que suele helar por lo menos 1 noche en julio o agosto en las cumbres del Cadí e incluso en la 2.ª quincena de agosto suele nevar 1 o 2 veces en las cumbres del norte aunque más escasamente en el Cadí.